# Kacper Lesiak
Kacper Lesiak (6 novembre 1996) è un tuffatore polacco.

## Biografia
Ha esordito in nazionale maggiore ai campionati europei di nuoto di Berlino 2014, dove ha ottenuto l'ottavo posto trampolino 1 metro, il ventiseiesimo nel trampolino 3 metri e, in coppia con Andrzej Rzeszutek, il settimo posto nel sincro 3 metri.
Ai mondiali di Kazan' 2015 è stato eliminato nel turno qualificatorio del trampolino 3 metri con il cinquantunesimo posto in classifica. Nel sincro 3 metri, disputato con Andrzej Rzeszutek, ha chiuso al 13 posto. Nel 2024 vince la medaglia di bronzo nel sincro 3m agli europei di Belgrado.

## Palmarès
- Europei

Belgrado 2024: bronzo nel sincro 3m.
- Europei giovanili

Belgrado 2011: argento nel trampolino 1m.
Graz 2012: argento nel trampolino 1m.
Poznań 2013: oro nel trampolino 1m, argento nel trampolino 3m.
Bergamo 2014: argento nel trampolino 1m.